# Fräulein - Una fiaba d'inverno
Fräulein - Una fiaba d'inverno è un film del 2016 diretto da Caterina Carone.
Commedia italiana con protagonisti Lucia Mascino e Christian De Sica.

## Trama
Regina è la proprietaria di un albergo ormai chiuso da anni in un villaggio del Sudtirolo. A quarantun'anni, senza marito né figli, acida e sarcastica, Regina è proprio quel che si dice in tedesco una Fräulein, una giovane donna non sposata, una zitella. Nulla sembra cambiare nelle monotone giornate di Regina, passate ad assistere anziani, giocare a scala quaranta con le amiche, Hanna e Nina, e prendersi cura della sua gallina bianca Marilyn, finché un giorno d'inverno, dopo l'annuncio radio dell'arrivo di una imponente tempesta solare, un misterioso turista sulla sessantina, di nome Walter Bonelli, uomo smarrito ma semplice e saggio, piomba nella sua vita con la pretesa di soggiornare qualche giorno nell'ex albergo.
Mentre nel mondo la tempesta solare inizia ad avere i suoi primi effetti, tra black out e una crescente sensazione di precarietà tra la gente, l'arrivo del turista nella vita di Regina scatena una tempesta ben più profonda, capace di cambiare radicalmente la sua vita.

## Produzione
Il film è stato girato quasi interamente sull'altopiano del Renon, in Trentino-Alto Adige, tra gennaio e marzo del 2015.

## Distribuzione
Il film è stato presentato in anteprima il 13 aprile 2016, in occasione della serata di inaugurazione della 30ª edizione del Bolzano Film Festival. La pellicola è stata poi distribuita nelle sale cinematografiche da Videa a partire dal 26 maggio 2016 e ha partecipato in concorso al Busan International Film Festival 2017 in Corea del Sud.